# 5354 Hisayo
5354 Hisayo eller BJ2 är en asteroid i huvudbältet som upptäcktes den 30 januari 1990 av de båda japanska astronomerna Seiji Ueda och Hiroshi Kaneda i Kushiro. Den är uppkallad efter Hisayo Kaneda, dotter till en av upptäckarna.
Asteroiden har en diameter på ungefär 15 kilometer.